# Alte Samenklenge
Die Alte Samenklenge ist ein Museum für Wald- und Forstgeschichte in Elmstein und bundesweit eines von dreien dieser Art neben dem Waldarbeit-Museum Becklinger Holz in Becklingen und demjenigen in Latrop.

## Lage
Das Museum befindet sich in der örtlichen Hauptstraße, die mit der Landesstraße 499 identisch ist. Unmittelbar östlich zweigt die Bahnhofstraße beziehungsweise Kreisstraße 19 ab; in diesem Bereich befindet sich der frühere Dorfbrunnen und westlich die protestantische Pfarrkirche. Auf der gegenüberliegenden Straßenseite steht das ehemalige Gasthaus „Zum Schloßberg“.

## Geschichte
Bis Mitte der 2000er Jahre fungierte das im Jahr 1913 errichtete Haus als Forstsamendarre. Danach wurde es 2006 von der Gemeinde Elmstein gekauft und ein Jahr später in seiner bisherigen Funktion geschlossen. Am 14. Juni 2008 wurde es als Museum eröffnet. Bei seiner Umwandlung in ein Museum wurde die Inneneinrichtung größtenteils in ihrem vorigen Zustand belassen. 
Mit der Wappenschmiede Elmstein existierte bereits seit 1990 ein Museum. In seinem Obergeschoss fungierte es bislang als Waldarbeitermuseum, während das Untergeschoss Einblicke in die frühere Arbeit einer Schmiede gewährte. Die Einrichtung im Obergeschoss wurde 2008 in die alte Samenklenge transferiert, da die Ansicht überwog, das zu vermittelnde Wissen im neu installierten Museum dem Besucher besser zugänglich machen zu können.
Seither beleuchtet es die Geschichte der Forstwirtschaft in Form von Nutzung der Wälder, Samengewinnung und Aufforstung.

## Öffnungszeiten
Das Museum ist von Mitte April bis Mitte Oktober geöffnet.